# Brada talehsapensis
Brada talehsapensis är en ringmaskart som beskrevs av Fauvel 1932. Brada talehsapensis ingår i släktet Brada och familjen Flabelligeridae. Inga underarter finns listade i Catalogue of Life.